# Carroçaria
Carroçaria (português europeu) ou carroceria (português brasileiro) é a estrutura que envolve um determinado veículo e que, geralmente, define a sua forma. Por regra é constituída pelo compartimento do motor, habitáculo dos passageiros e bagageira  ou porta-malas. Com a popularização do automóvel, várias especializações e nichos de mercado foram criados e um mesmo modelo de carro pode estar disponível em um ou mais tipos de carroçaria, mas baseada na mesma plataforma. Existem vários tipos de carroçarias: algumas são montadas separadas do chassi do automóvel, outras já fazem parte da estrutura do carro (estilo de construção conhecido como monobloco).
Embora o termo carroceria seja mais amplo, geralmente é utilizado no contexto automóvel. Nesta lista constam alguns dos tipos mais comuns de carrocerias de automóveis, classificados por seu tipo e estilo de desenho.

## Tipos de carrocerias

### Hatchbacks / 2 Volumes
O termo hatchback é traduzido para português como 2 volumes, e significa algo como "traseira de escotilha", ou seja, o termo deriva da ideia da traseira inteira abrir para cima para se aceder o compartimento de carga. Basicamente considera-se como hatchback os automóveis que possuem o porta-malas integrado ao habitáculo dos passageiros, bancos traseiros rebatíveis e tampa da mala englobando a janela traseira. Visualmente chamam atenção por sua traseira terminando em um corte um tanto quanto abrupto, com apenas dois "volumes" identificáveis lateralmente (o compartimento do motor e o habitáculo dos passageiros).
Podem ser encontrados em versões duas ou quatro portas (se considerarmos a tampa do porta malas uma porta adicional, teremos as versões de três e cinco portas comumente anunciadas pela mídia).
Geralmente os hatchbacks são a versão mais simples de uma determinada linha de automóveis, como podemos observar muito claramente no Brasil (geralmente os "populares" 1.0L possuem esse tipo de carroceria).

### Sedans / Berlinas / 3 Volumes

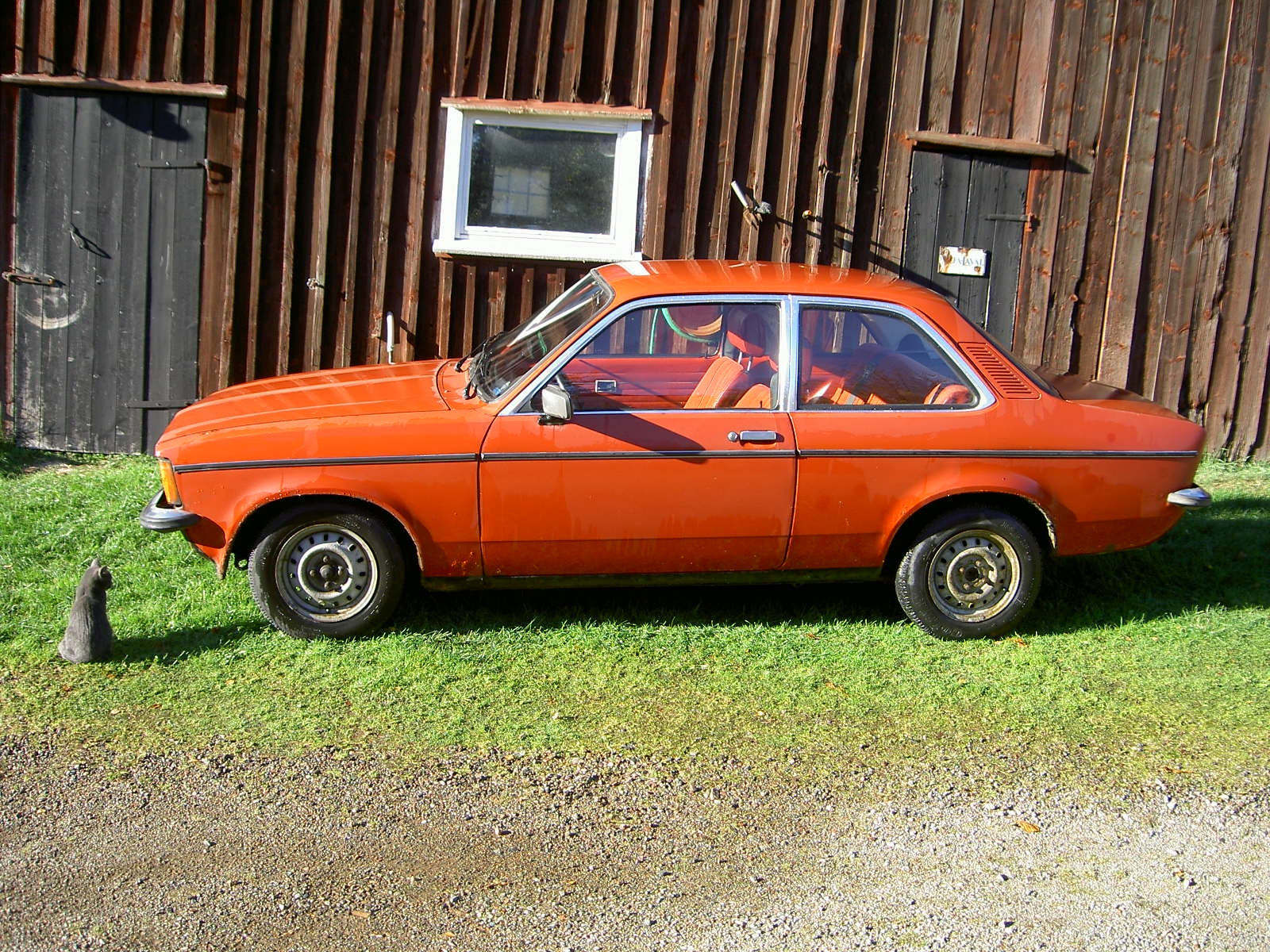
Opel Kadett C, veículo que chegou ao Brasil sob o nome Chevrolet Chevette - exemplo claro de sedan três volumes.

A classificação sedan ou sedã, também denominada três volumes, inclui três tipos diferentes de carrocerias, é um dos tipos mais comuns de carroceria e é o formato que a maioria das pessoas atualmente associa com o carro moderno.
Basicamente entende-se por sedan um carro com duas fileiras de bancos, com espaço considerável no banco de trás para três adultos, e um compartimento traseiro, geralmente para bagagens. Este compartimento traseiro é externo ao habitáculo dos passageiros e sua tampa não inclui o vidro traseiro.
Existem três tipos básicos de sedan: três volumes (também chamado notchback), dois volumes e meio (fastback) e sua variação liftback (semelhante a um hatchback alongado)

#### Três volumes
Este é o formato mais comum de sedan, e o mais clássico. Chama atenção pelo seu formato característico de três "degraus" facilmente identificáveis, quando visto da lateral. Exemplos da indústria brasileira incluem o Chevrolet Opala (sedan grande) e Volkswagen Voyage (sedan pequeno).

#### Dois volumes e meio

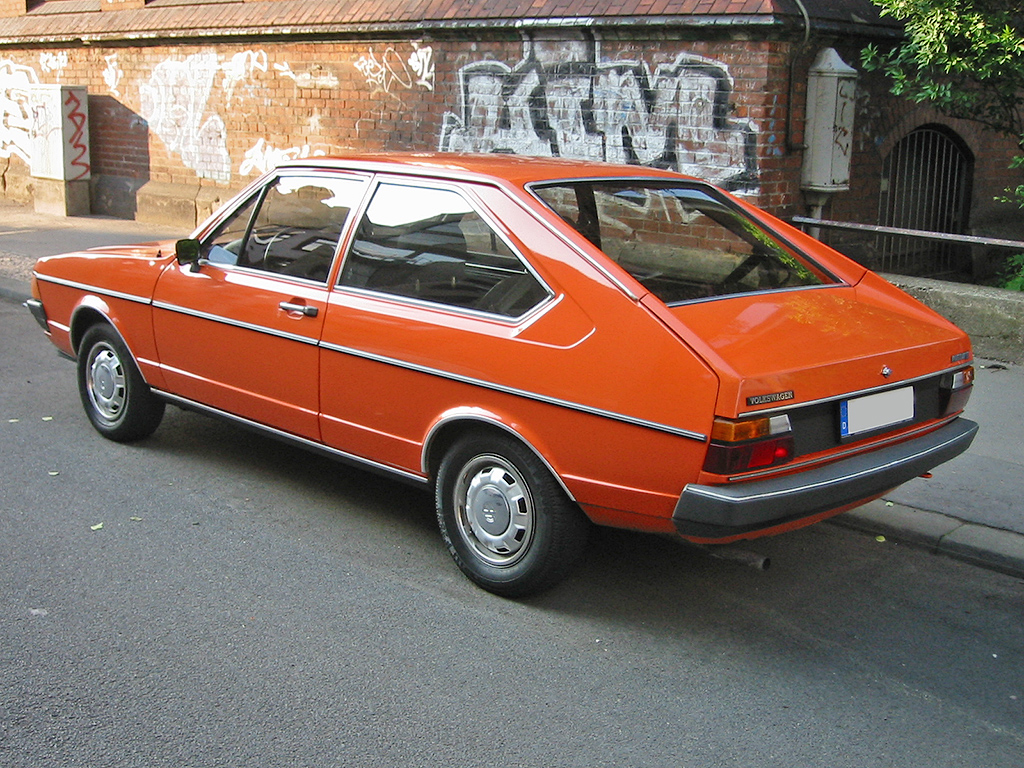
Volkswagen Passat, de primeira geração. Observe a tampa da mala, em configuração típica de um sedan (fastback, neste caso).

Os dois volumes e meio (ou fastbacks) são o meio termo entre os sedans e os hatchbacks. Geralmente possuem a linha do teto se fundindo com a linha do porta malas de maneira muito suave, fazendo com que o vidro traseiro fique bem inclinado. Os fastback possuem o vidro traseiro fixo, como um sedan, enquanto os lifbacks (ou liftback coupe) têm esta janela incorporada à tampa da mala, tornando-os bem semelhantes a um hatchback. Um exemplo clássico é o antigo Volkswagen Passat, que possuía os dois tipos de configuração.
Após algum tempo com poucos carros produzidos dessa forma, a configuração dois volumes e meio está voltando a se popularizar devido às vantagens de aerodinâmica automotiva oferecidas. Salvo raras exceções, os dois volumes e meio são projetos "avulsos", não derivando de nenhum hatchback.

### Station Wagons / Carrinhas

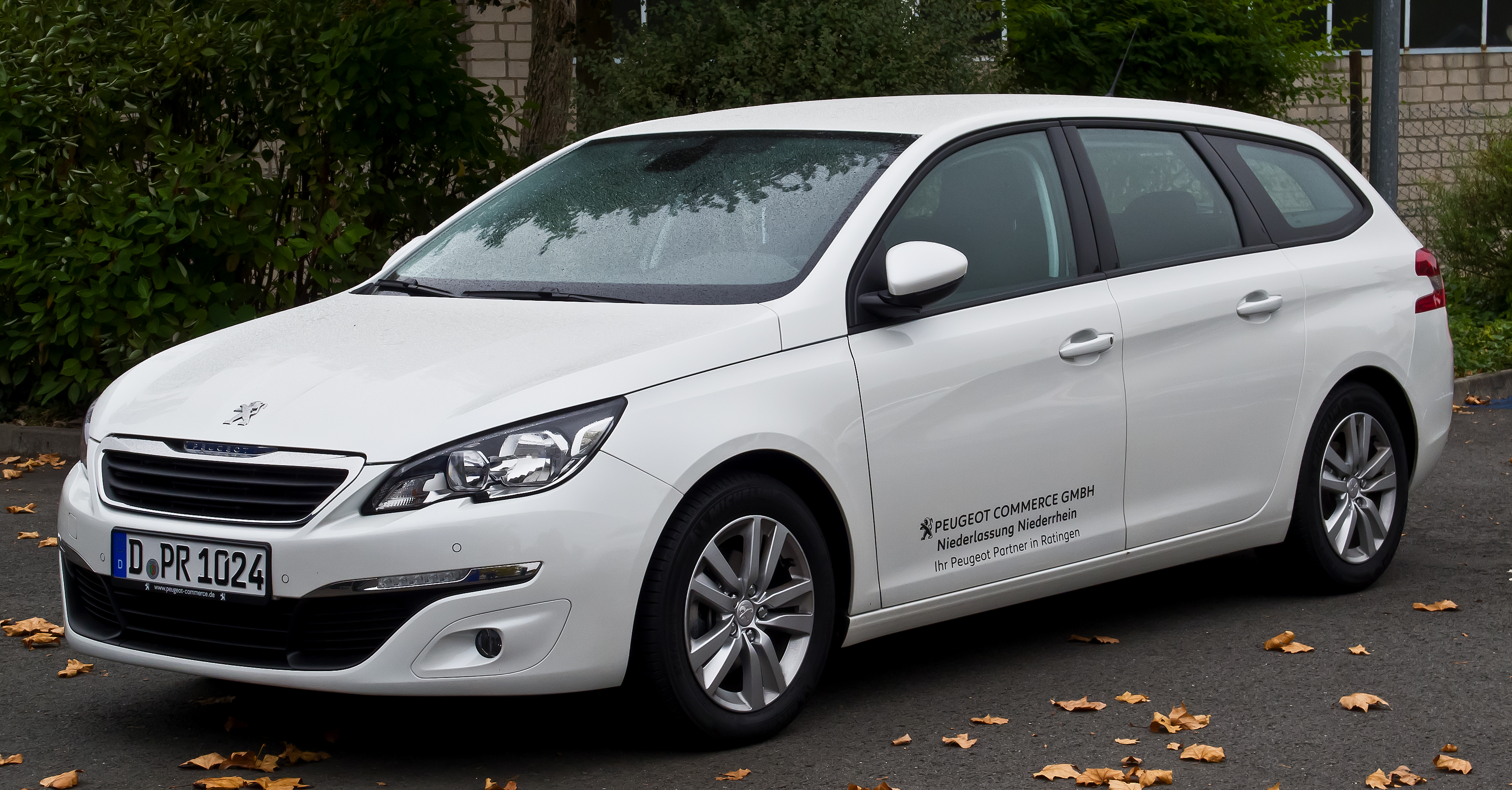
Versão SW do Peugeot 308, Carro do Ano na Europa 2014.

As Station Wagons ou SW's (também chamadas no Brasil peruas, breaks ou caminhonetas/camionetas e em Portugal carrinhas) são geralmente automóveis derivados de hatchbacks ou sedans, e são quase sempre as maiores versões nestas linhas (ou "famílias") de automóveis. São basicamente sedans cujo habitáculo se estende por sobre o porta-malas, dando ao carro o visual de um hatchback alongado. Via de regra possuem a tampa da mala envolvendo a janela traseira.
Consideradas versões mais familiares, as SW possuem uma capacidade de bagagem muito grande, e geralmente vêm de fábrica equipadas com barras no teto.
Curiosamente este tipo de carroçaria é a que tem o maior número de designações, oficiais ou não. Por exemplo, dependendo do fabricante, temos designações tão variadas como GrandTour, Weekend, Avant, Break, Touring, Station Wagon, Variant, Estate, Sport Tourer (esta designação mais recente dada pela Renault), Kombi (sem relação direta com a Kombi), etc.

### Pick-Ups

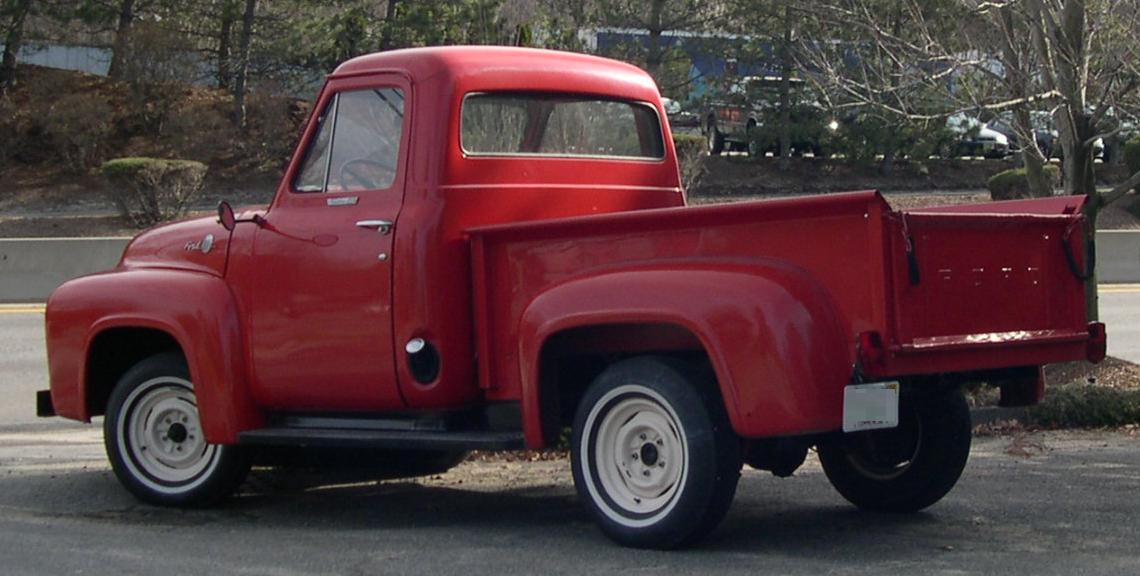
Ford F-100, icônica representação de uma picape média.

Termo derivado da palavra inglesa Pick-Up (carregar), as picapes são basicamente carros com dois lugares, teto rígido e uma grande caçamba (caixa de carga em português europeu) para cargas atrás do habitáculo dos passageiros (geralmente denominado "cabine"). Quando derivadas de um modelo de passeio, geralmente tem o tamanho da versão SW, e muitas vezes são o último integrante da linha a ser lançado.
Picapes podem também ser modelos não relacionados com carros de passeio - existem as grandes, quase do tamanho de caminhões, como a Ford F-250, médias como a S10, e as derivadas de pequenos caminhões (que embora possuam caçamba /caixa de madeira e não sejam exatamente automóveis, também são conhecidas como picapes).
Popularmente esta é a última das categorias aqui apresentadas a integrar uma linha de automóveis derivada de um modelo hatchback.

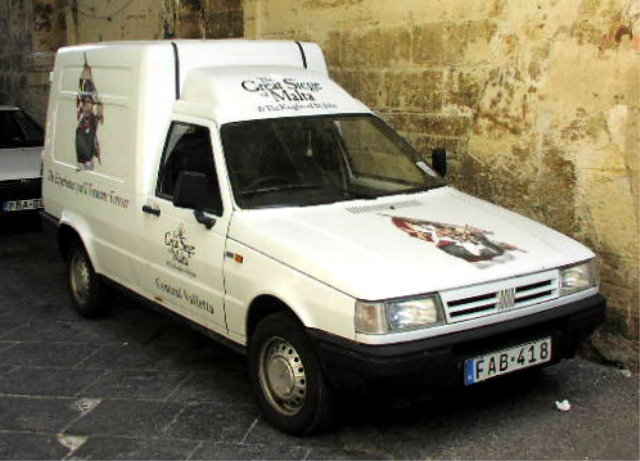
Fiat Fiorino, picape transformada em furgão pela própria fábrica.

#### Furgões
Picapes derivadas de modelos de passeio muitas vezes dão origem a um tipo especial de utilitário, o furgão. Caracterizado por um amplo espaço fechado para cargas onde originalmente ficaria a caçamba, estes veículos são facilmente reconhecíveis como automóveis puramente utilitários, sem o apelo desportivo/aventureiro de uma picape ou o apelo familiar de uma SW.
Um exemplo bem popular é o Fiat Fiorino.
Ainda dentro da categoria furgão podemos talvez incluir veículos como o Fiat Doblò e Citroën Berlingo. Embora não sejam exatamente veículos de carga (os fabricantes os denominam multivans), tais veículos estão mais para furgões de passageiros do que para vans/minivans propriamente ditas.

### Conversíveis / Descapotáveis
Conversíveis ou descapotáveis são popularmente todos os carros sem capota rígida, embora historicamente o termo se aplique somente aos veículos de teto removível/retrátil que possuem as estruturas das janelas laterais, fazendo com que o o veículo fechado seja "convertido" em sua versão tradicional. Um bom exemplo é o Peugeot 206 CC.
Podemos dividir esta categoria em algumas outras, conforme suas características:

#### Cabriolets

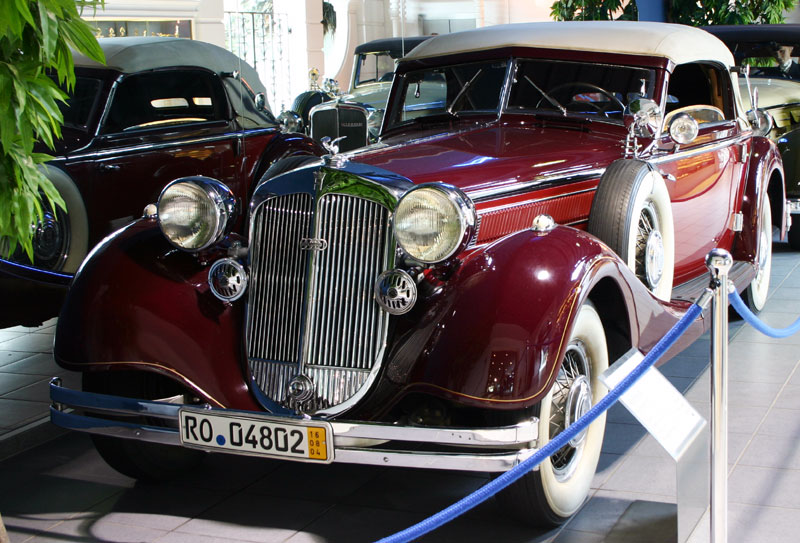
Horch 853 Sport Cabriolet.

A palavra cabriolet deriva de um verbo francês para saltar, e originalmente designava as carruagens sem portas e com o teto retrátil, nos quais era necessário saltar para entrar (tinham formato semelhante aos antigos carrinhos de bebê). Na indústria automotiva o termo designa vários tipos de conversíveis, mas é mais aplicado a veículos derivados de coupés, com dois ou quatro lugares e com santantônio.

#### Targas

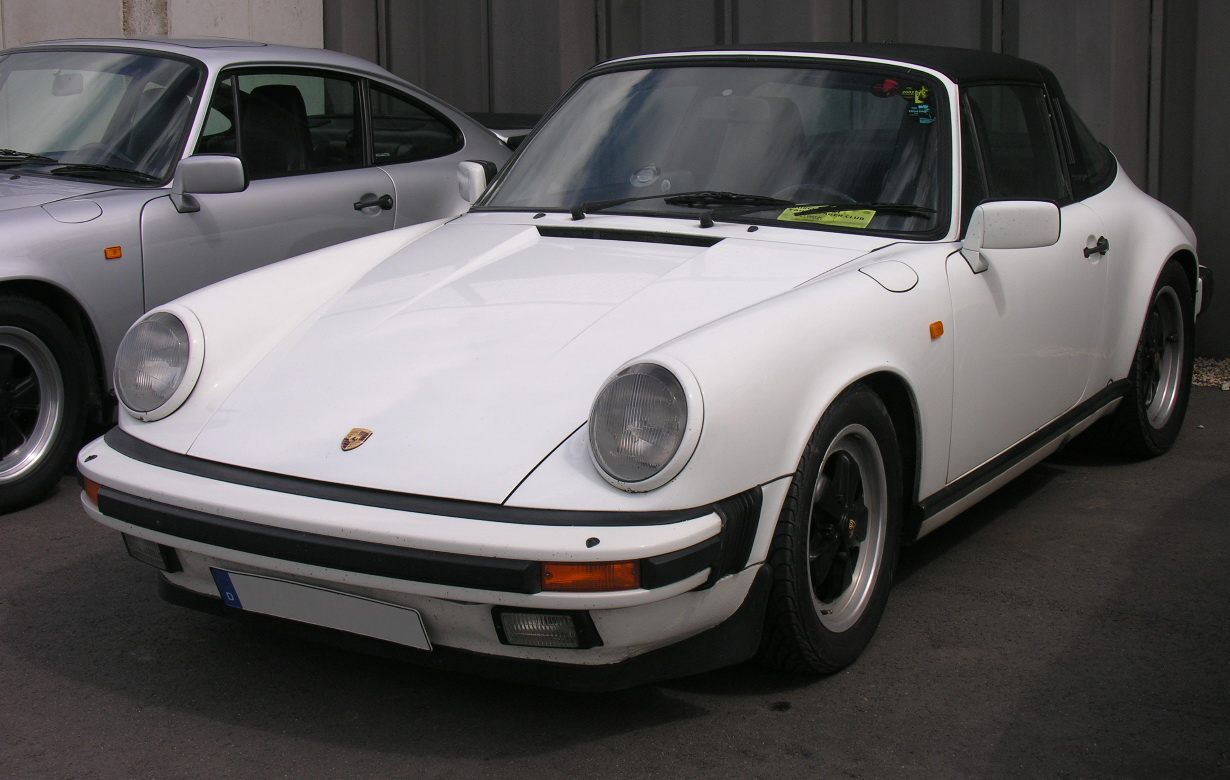
Porsche 911 Carrera Targa.

Terminologia cunhada pela Porsche, os targas são veículos onde apenas a parte do teto acima dos passageiros é removível, deixando as janelas laterais e traseiras no lugar. Versões populares incluem o Porsche 911 Targa, embora carros de outras marcas também possuam esta configuração.

#### Roadsters e Spiders

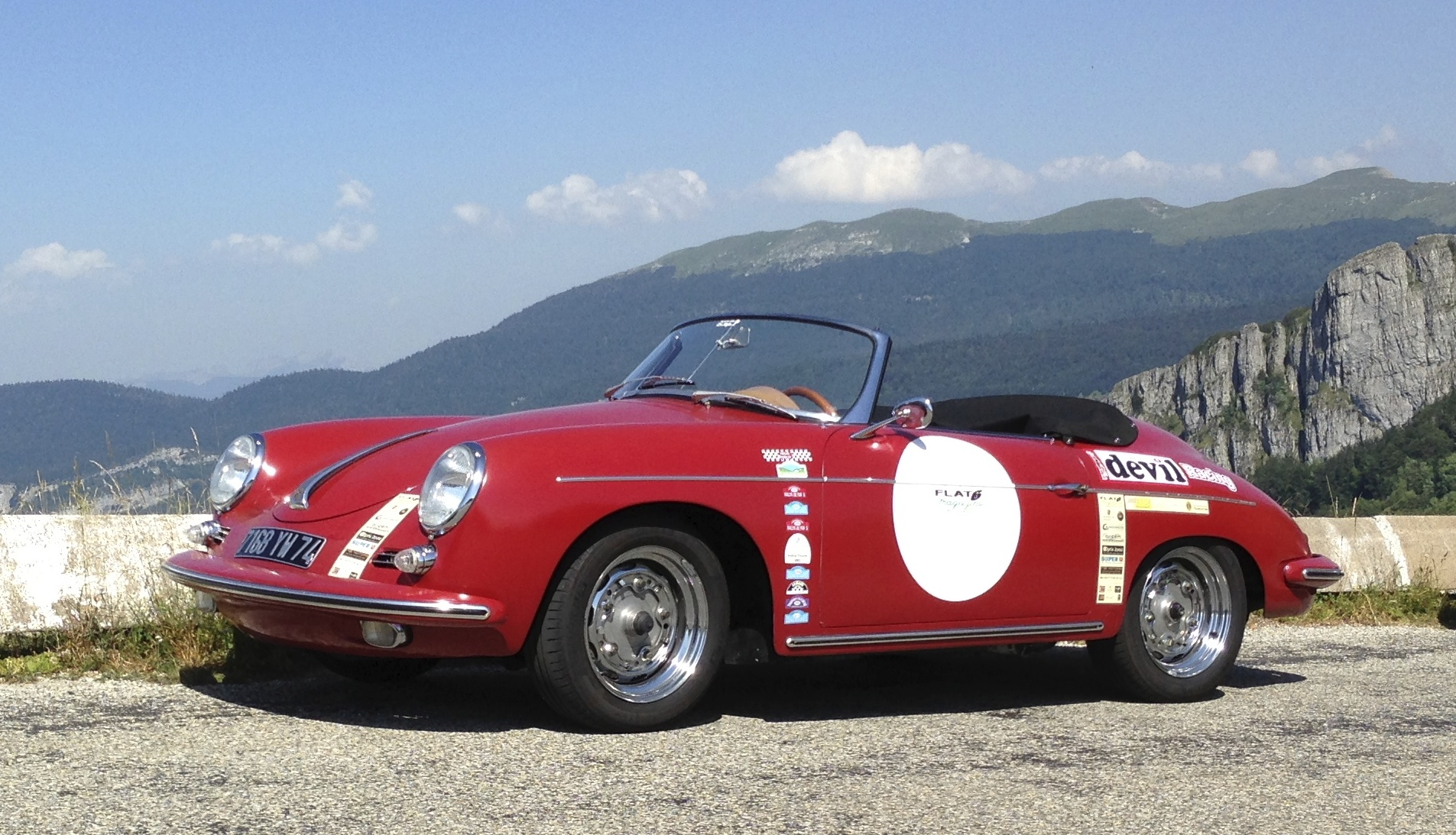
Porsche 356 Roadster.

Os roadsters genuínos são carros desportivos de dois lugares, santantônio e para-brisas removível. Porém o termo cada vez mais se torna um mero atributo de marketing, designando virtualmente qualquer conversível com apelo um pouco mais desportivo.
Os spiders são automóveis semelhantes aos roadsters, porém com mais lugares (quatro ou 2+2).

### Coupés

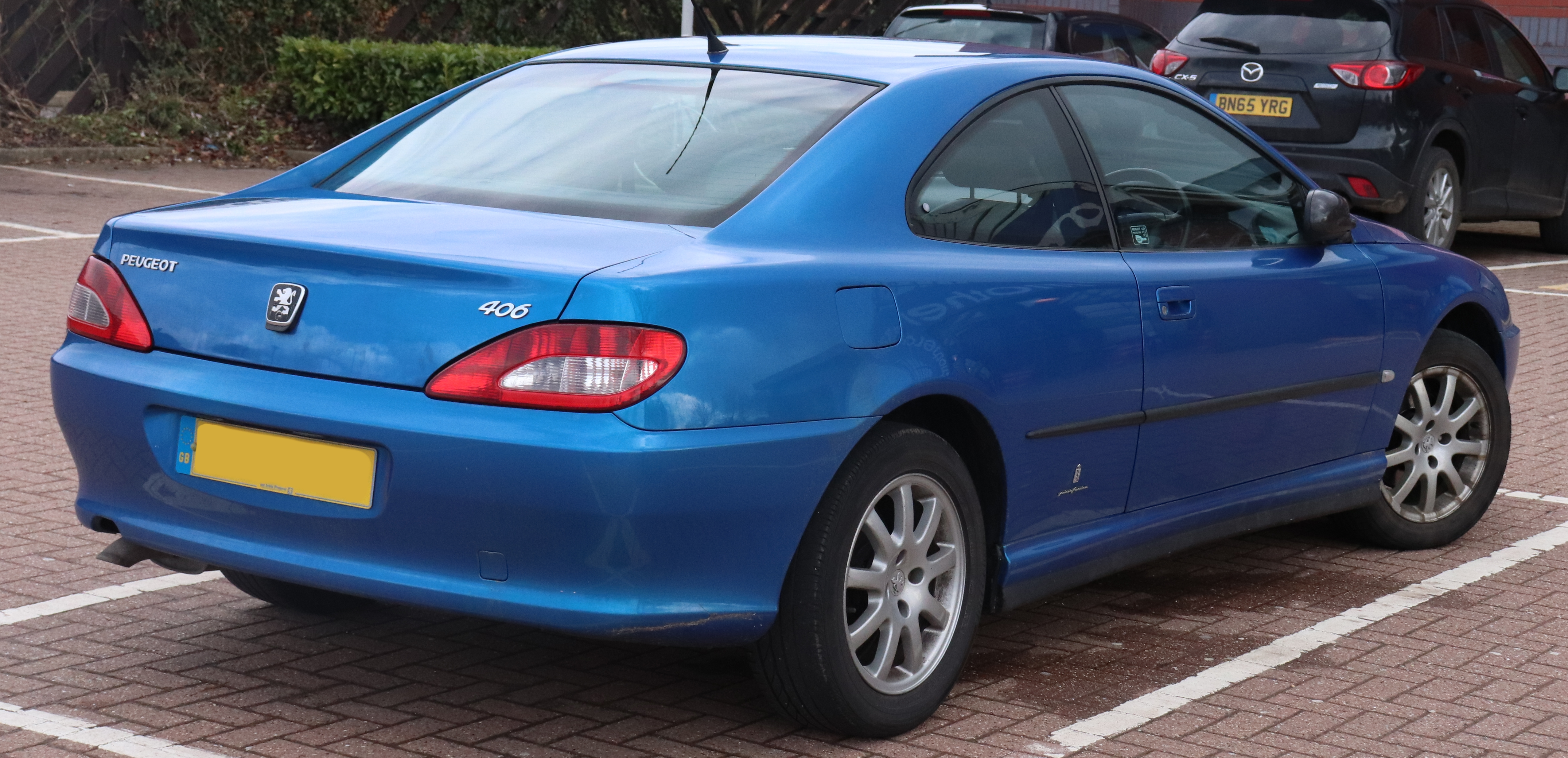
Peugeot 406 coupé.

A carroceria coupé (ou simplesmente cupê) é uma das que possuem maior número de interpretações por parte dos departamentos de marketing das fabricantes de automóveis. Geralmente considera-se um coupé um desportivo com três volumes, duas portas e dois lugares - embora considere-se um coupé carros com mais lugares ou então com carrocerias mais semelhantes a um dois volumes e meio. Oficialmente o que difere um coupé de um hatchback ou de um sedan fastback/liftback é o volume interno. O órgão internacional SAE define um coupé (padrão J1100) como um automóvel de teto rígido com menos de 0,93 m³ (934 L) de espaço interno na traseira.
Exemplos clássicos são os Porsches 356 e 911 (modelos que na verdade possuem configuração 2+2, ou seja, 2 lugares na frente e dois lugares mais apertados atrás). Também estão nessa categoria os muscle cars, um termo usado para definir uma variedade de carros com potência, tamanho e performance elevadas. Definido como "Um grupo de carros americanos esportivos ou coupé com 2 portas e motor potente".[2] Uma larga gama de carros com Motor V8 que possuem tração traseira, duas portas, desenvolvidos para dois ou mais passageiros, são definidos como muscle.

Vendido a um preço acessível, muscle cars são destinados para uso de rua e principalmente ocasionalmente em prova de arrancada.[3][4][5][6] São diferentes dos esportivos e caros dois lugares como os Grand tourer e sua pretensão é a potência e alta velocidade em estradas.

### Mono-volumes (carrinhas) / Vans / Furgoneta

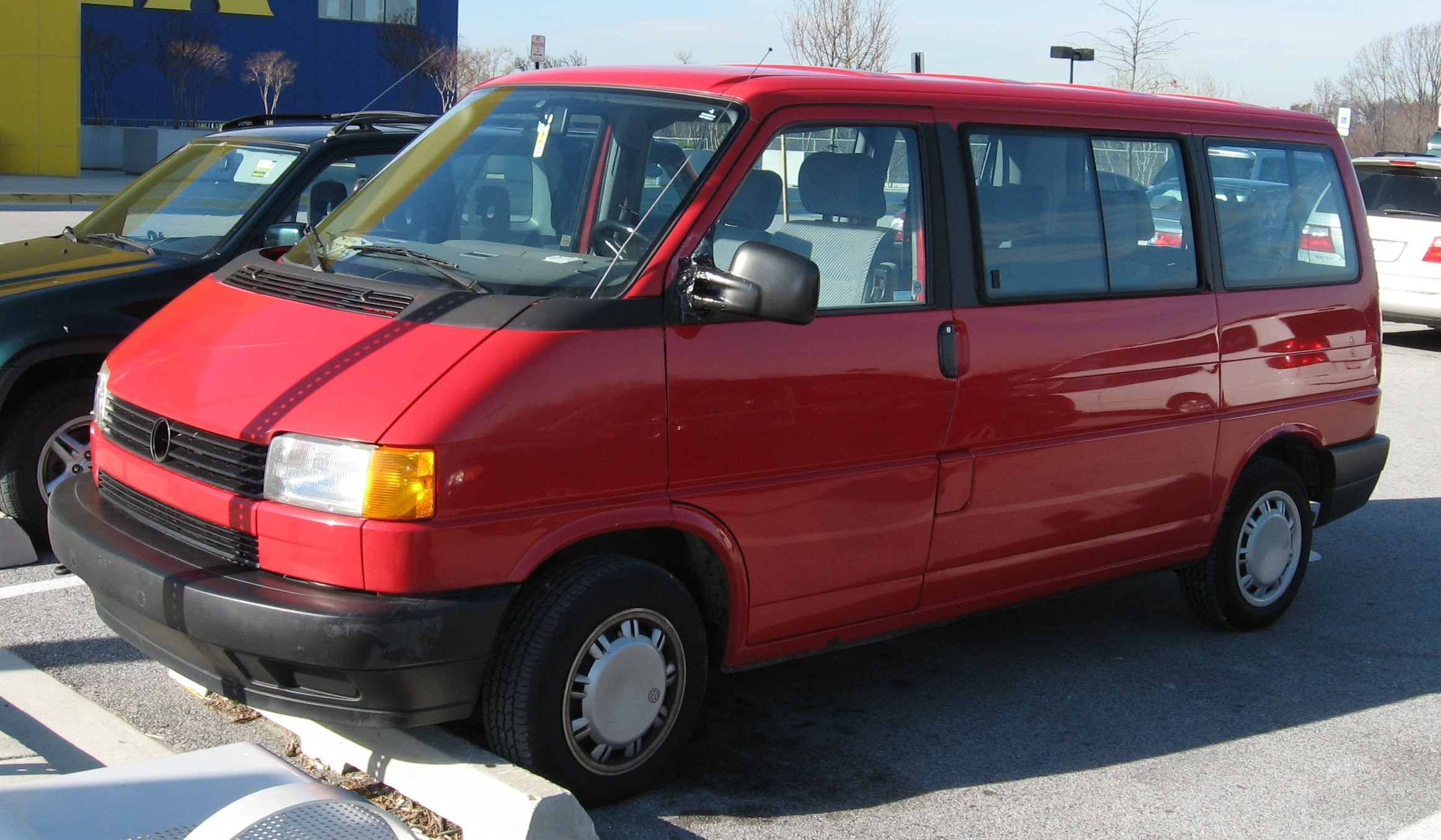
Mono-volume Volkswagen.

Segmento inaugurado pela Volkswagen Kombi, as vans são veículos projetados para carregar o maior número possível de pessoas mantendo uma plataforma que possa ser considerada de um automóvel. Variam em tamanho e forma, mas geralmente são parecidas com pequenos ônibus, com carrocerias que priorizam o aproveitamento do espaço em detrimento do estilo (e algumas vezes da aerodinâmica).
Exemplos bons são a Mercedes-Benz Sprinter (van grande), Fiat Ducato (van média), Volkswagen Kombi e Kia Besta (vans menores)

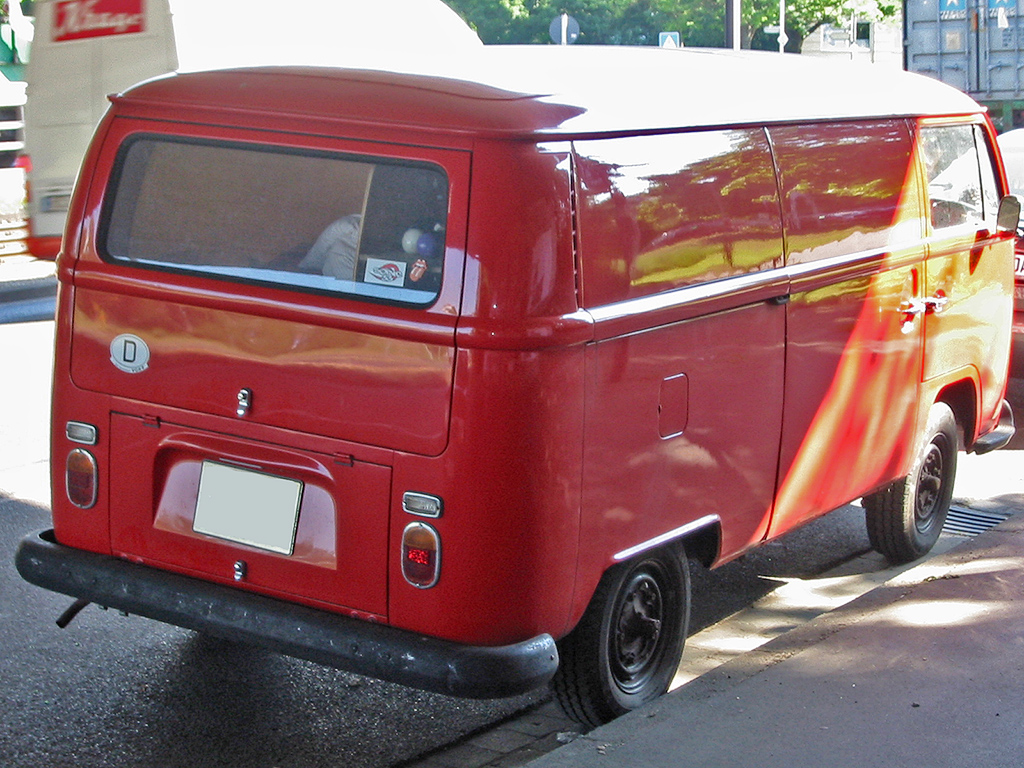
Mono-volume Volkswagen Kombi.

Assim como as picapes, as vans também dão origem à furgões, destinadas exclusivamente ao transporte de cargas. No caso das vans, entretanto, o formato externo do veículo permanece basicamente o mesmo, diferente apenas nos vidros laterais, que são eliminados completamente (ou algumas vezes apenas pintados na cor do veículo).

### Veículos fora de estrada / Todo-o-terreno

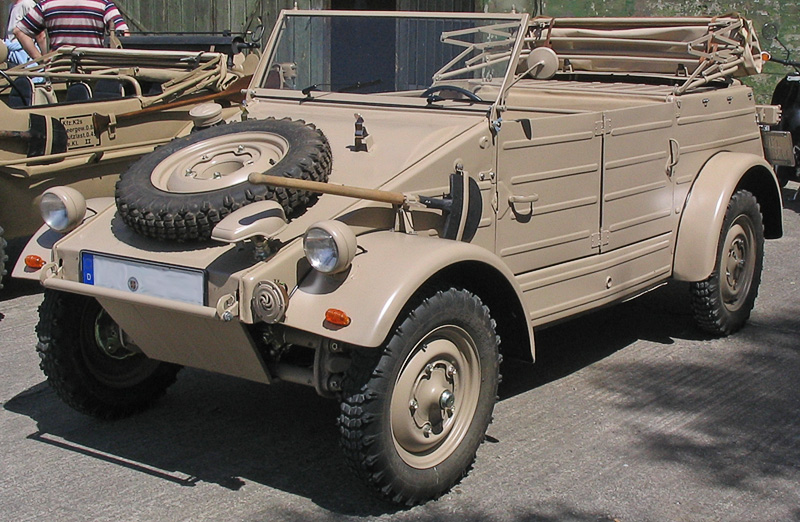
Kübelwagen, um dos primeiros off-road.

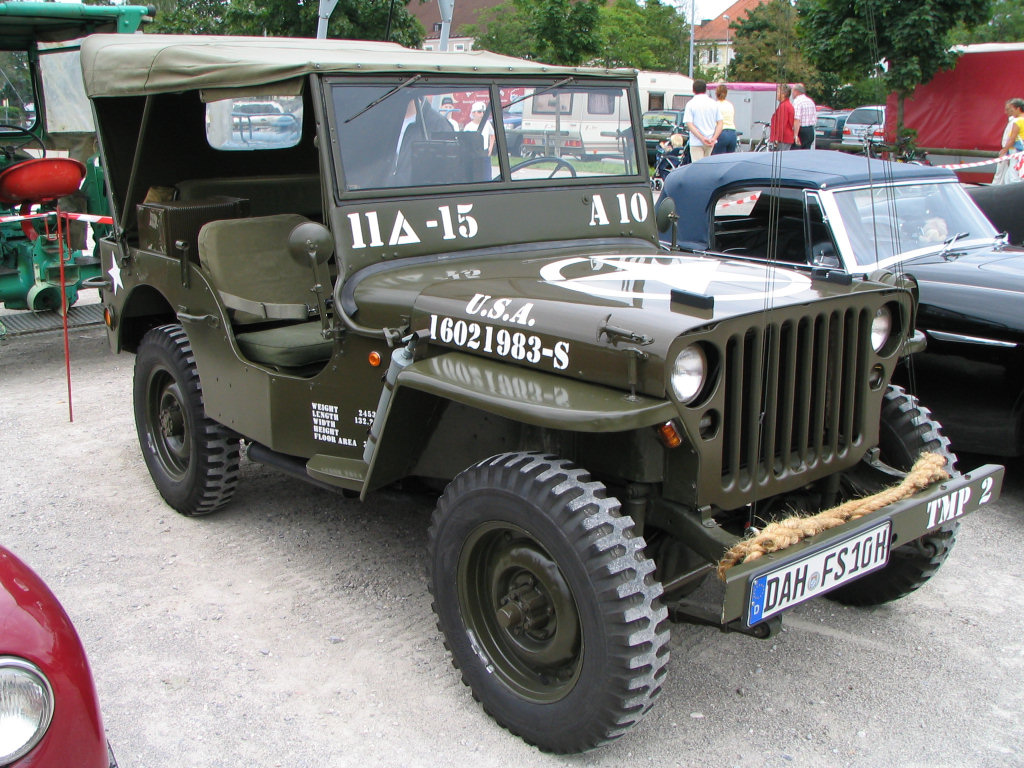
Jeep Willys, o representante mais conhecido da categoria.

Veículos fora de estrada são também chamados de Veículos todo-o-terreno, jipes ou off-roads. Segmento originado no meio militar, pode-se dizer que os jipes descendem do protótipo Bantam Pilot, da Segunda Guerra Mundial, este por sua vez diretamente inspirados nos Kübelwagens alemães. Fabricado sob a marca Willys, conta-se que o carro ficou conhecido como General Purpose Vehicle – ou GP, em inglês gee-pee.
São veículos feitos para serem resistentes à interpéries e estradas/terrenos ruins, com tração 4x4 e motores potentes. Como exemplo podemos citar os carros da fábrica nacional Troller (recentemente adqüirida pela Ford). São muito apreciados por sua resistência e habilidade de enfrentar terrenos ruins e acidentados, e são figuras fáceis em rallyes e competições off-road.

### SUV / Utilitários desportivos

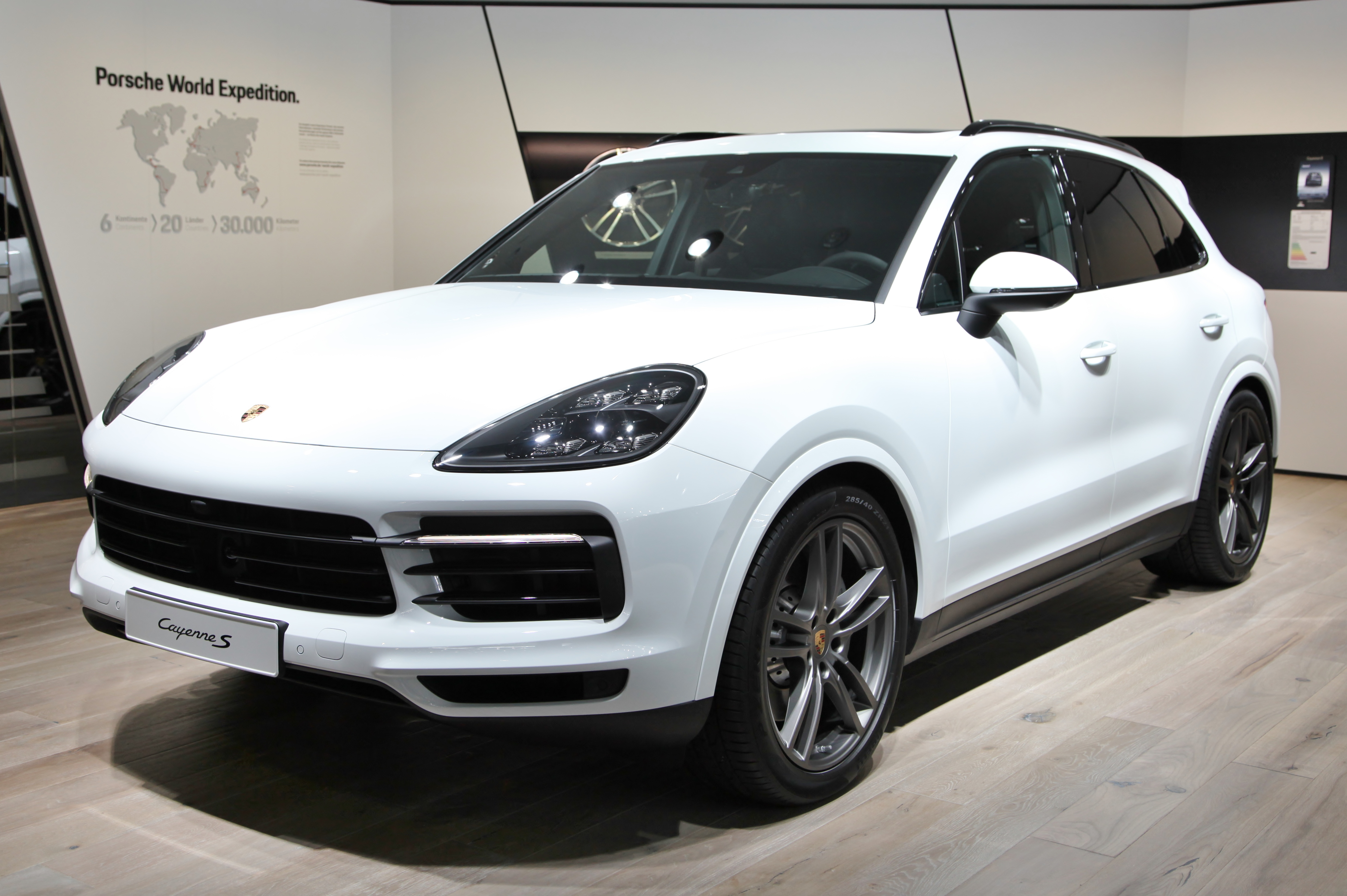
Porsche Cayenne.

Segmento relativamente recente, os utilitários desportivos (ou Sport Utility Vehicle, SUV) são geralmente station wagons derivadas de picapes grandes ou médias.
São carros grandes, sofisticados e muitas vezes bem caros. Possuem bom desempenho fora-de-estrada, além de motores potentes e diversos itens de luxo. A Chevrolet Blazer e o Porsche Cayenne são exemplos bem conhecidos.

### MPV

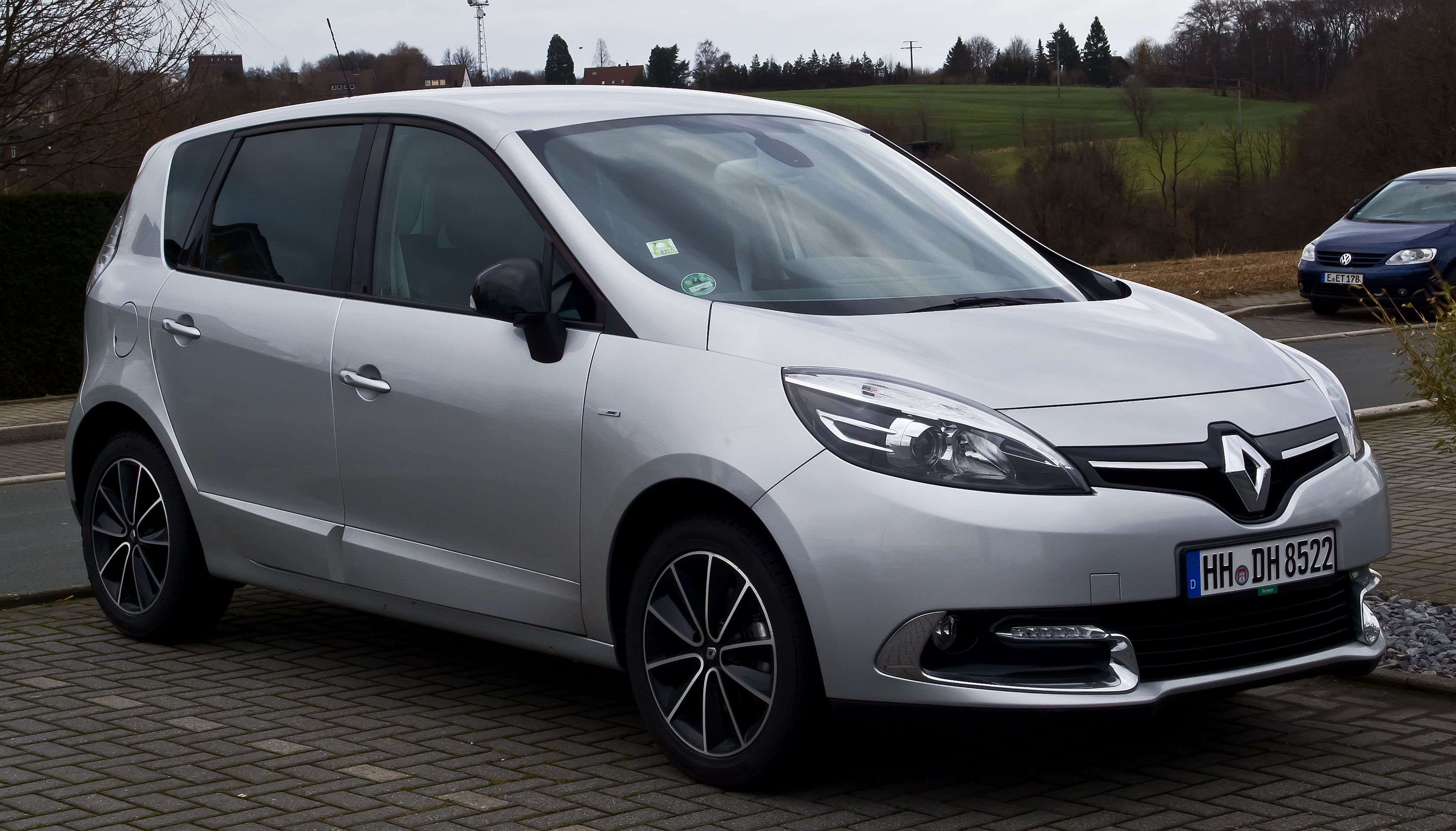
O MPV Renault Scénic.

Ainda mais recente do que os SUVs, os MPV's (Multi Purpose Vehicle) com uma carroçaria de dois volumes, surgiram na década de 1980, visando um segmento entre as SW e as vans. Assim como muitas das categorias acima, estes veículos geralmente compartilham a plataforma com um carro de passeio. Possuem um amplo espaço interno, área envidraçada generosa (para contribuir com a sensação de espaço) e bancos rebatíveis. Embora muito mais espaçosas, os MPV não costumam ser maiores do que as carrinhas com as quais compartilham a plataforma.
Exemplos são o Citroën C3 Picasso, o Citroën C4 Picasso, o Ford C-Max, o Ford S-Max, o Peugeot 5008, a Renault Scénic, a Chevrolet Zafira, entre muitos outros).

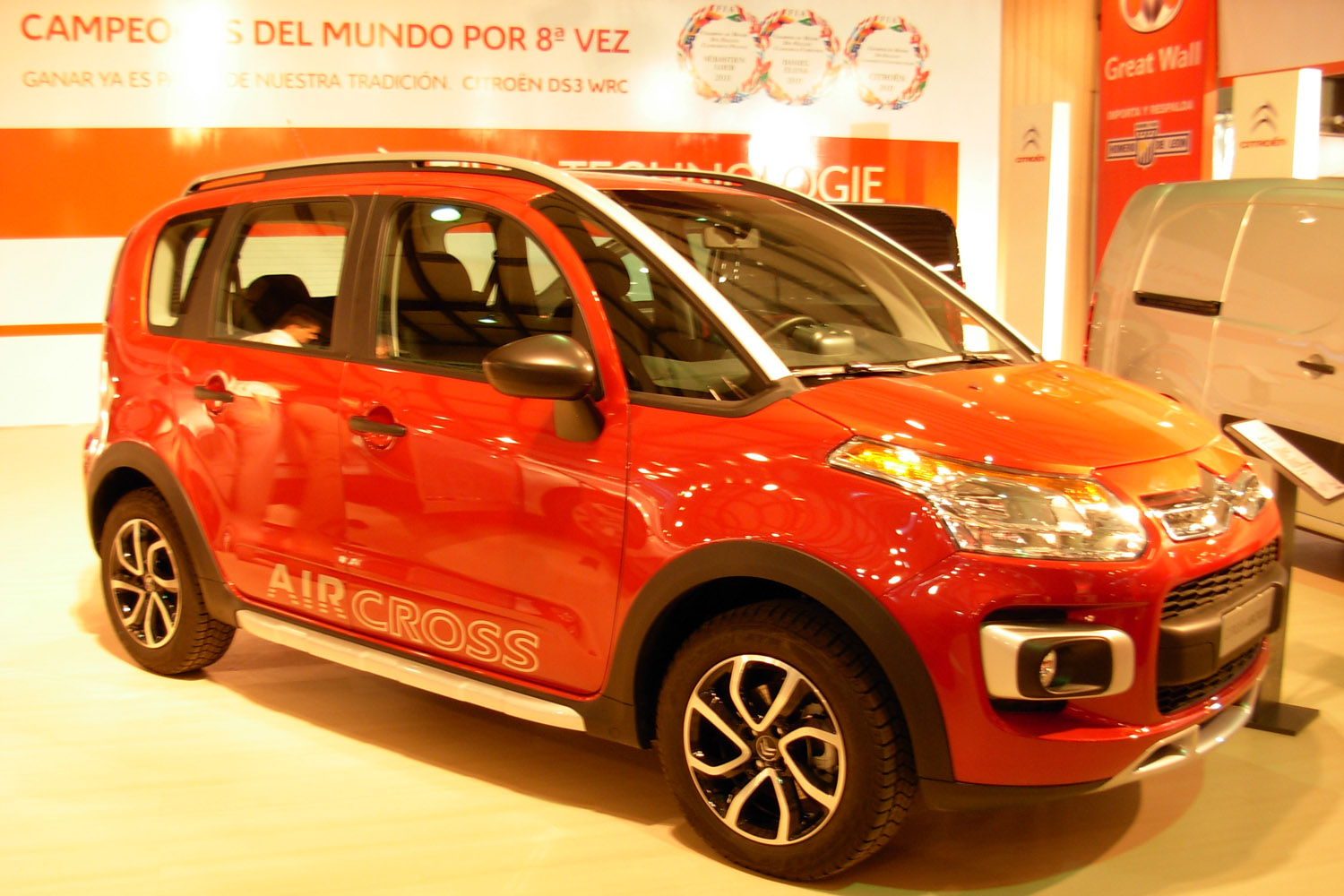
Citroën C3 Aircross, um mini MPV.

### Crossovers
Está se tornando muito comum no mercado brasileiro a presença de veículos denominados crossovers. Originalmente veículos com carroceria de formato entre as SUV e as SW (Mitsubishi AirTrek, Nissan Murano), o termo hoje designa desde SW com pequenas modificações off-road (Palio Weekend Adventure) até hatchs com pára-lamas reforçados e pneus mais altos (Volkswagen Crossfox). Basicamente o termo se aplica a qualquer carro urbano com características (funcionais ou decorativas) de veículos todo-o-terreno.

### Shooting Break
Shooting Break (ou Shooting Brake) é uma carroçaria que evoluiu através de vários significados ao longo de sua história.
Essa carroçaria surgiu de um termo britânico do século 19. Era usada pelos aristocratas britânicos para transportar rifles de carga.
Este tipo de carroçaria é uma adaptação de carrinha (SW) com coupé. Um exemplo é o Mercedes-Benz CLS Shooting Break.

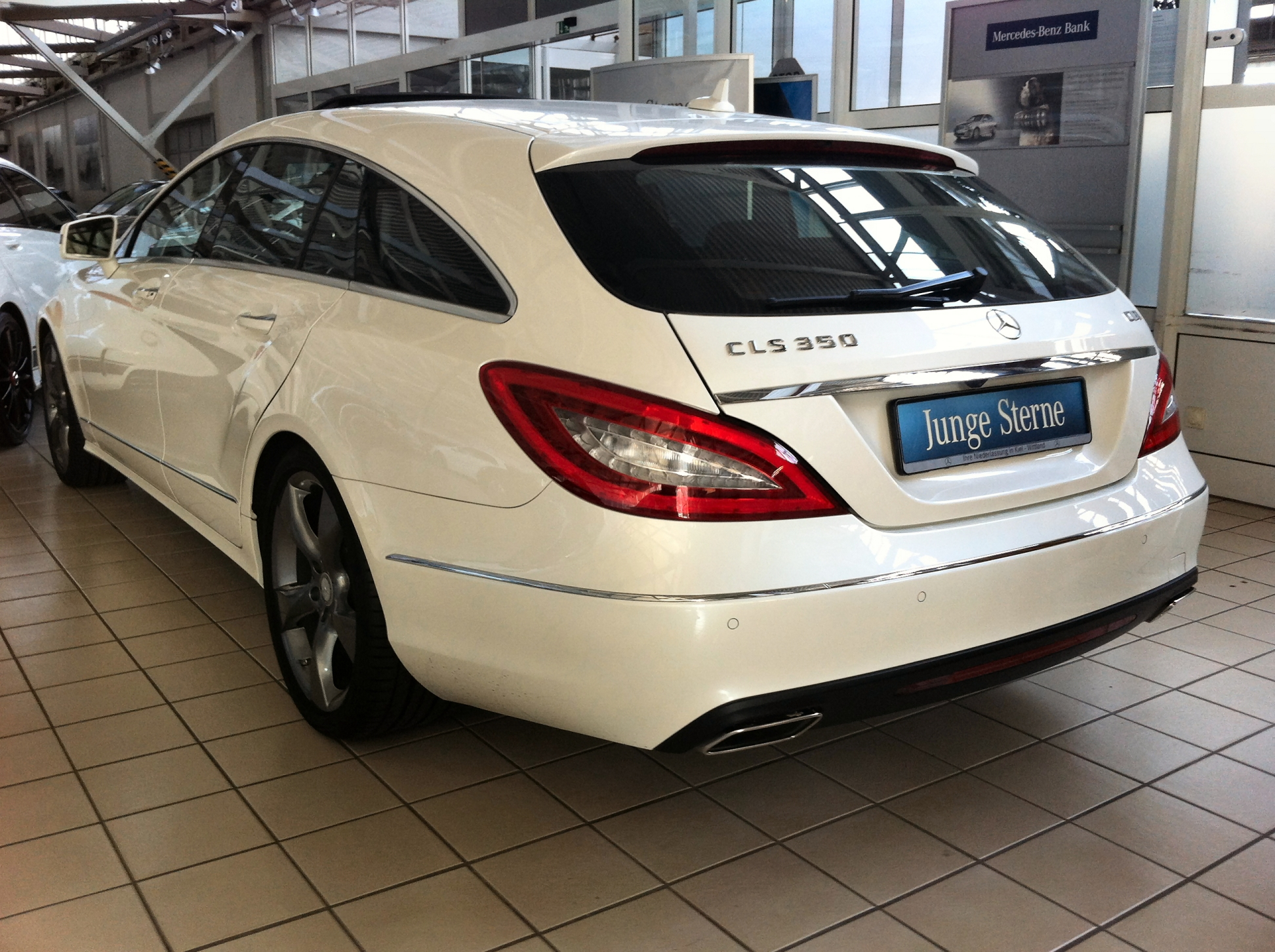

## Outros tipos
- Duc
- Fáeton
- Skiff
- Tonneau
- Torpedo